# Lysimachia hemsleyana
Lysimachia hemsleyana là một loài thực vật có hoa trong họ Anh thảo. Loài này được Maxim. ex Oliv. mô tả khoa học đầu tiên năm 1891.